# .br
.br là tên miền Internet quốc gia (ccTLD) dành cho Brasil. Nó được quản lý bởi Ủy ban Quản lý Internet tại Brazil. Các sự đăng ký cần liên hệ địa phương. Ủy ban cũng nhận đăng ký tên miền có chữ Bồ Đào Nha.

## Thống kê việc sử dụng tên miền.br
.br được sử dụng phổ biến bởi các Website tiếng Bồ Đào Nha,, vượt qua tất cả tên miền cấp cao nhất của các nước nói tiếng Bồ Đào Nha.